# Kamoliddin Murzoev
Kamoliddin Murzoev, uzb. cyr. Камолиддин Абдусаламович Мурзоев (ur. 17 lutego 1987 w Bekobodzie, Uzbecka SRR) – uzbecki piłkarz, grający na pozycji napastnika, zawodnik reprezentacji Uzbekistanu.

## Kariera piłkarska

### Kariera klubowa
Karierę piłkarską rozpoczął w klubie Mashʼal Muborak. 31 lipca 2007 roku został wypożyczony do Dynama Kijów, ale występował tylko w składzie drugiej drużyny, po czym powrócił do Mash'ala Muborak. Potem przeszedł do Nasafa Karszy. W drugiej połowie sezonu 2009 przeniósł się do Bunyodkora Taszkent. W 2010 powrócił do Nasafa Karszy, a w 2011 do Bunyodkoru Taszkent. Latem 2013 przeniósł się do Kazachstanu, gdzie bronił barw klubów Irtysz Pawłodari Szachtior Karaganda. W 2015 powrócił do ojczyzny i potem zasilił skład FK Olmaliq. Latem 2015 przeszedł do Dinama Samarkanda.

### Kariera reprezentacyjna
W 2009 debiutował w reprezentacji Uzbekistanu. Wcześniej bronił barw olimpijskiej reprezentacji

## Sukcesy
- Mistrz Uzbekistanu: 2009
- Brązowy medalista mistrzostw Uzbekistanu: 2007
- Finalista Pucharu Uzbekistanu: 2009